# Agulla astuta
Agulla astuta is een kameelhalsvliegensoort uit de familie van de Raphidiidae. De soort komt voor in het zuidwesten van de Verenigde Staten.
De naam Agulla astuta werd voor het eerst gepubliceerd door Banks in 1911.